# Beltrame
Beltrame (in dialetto milanese: Baltramm) è una maschera della commedia dell'arte di origine milanese nata nel XVII secolo. Viene spesso indicato anche con il nome completo di Beltrame di Milano, o anche come Beltrame di Gaggiano (dal borgo, ora comune di Gaggiano, situato nei dintorni di Milano) o Beltrame de la Gippa (dove la gippa è la grande casacca o tunica indossata dal personaggio).
La maschera rappresenta il personaggio del contadino stolto e fanfarone, capace solo di commettere grandi stupidaggini, volendosi mostrare più signore di quanto non sia. Beltrame impersonava tutte le parti di marito e veniva caratterizzato come un "compare furbo e astuto".

## Origini
La creazione del personaggio di Beltrame è talvolta attribuita all'attore cinquecentesco Niccolò Barbieri, che fece parte della Compagnia degli Accesi al servizio del Duca di Mantova. In ogni caso, Barbieri contribuì alla popolarità del personaggio con opere come L'inavvertito del 1629, che ispirò anche Molière nella creazione del personaggio di Mascarillo nella commedia Lo stordito ovvero I contrattempi del 1655.
Barbieri era un attore oltre che un comico, e assunse il ruolo e il nome d'arte di Beltrame stesso. Il suo personaggio era di solito un furbo ed astuto paesano e marito, per lo più sgarbato per cercare sempre di apparire di un rango superiore a quello a cui apparteneva veramente.
Beltrame assunse diversi ruoli, tra cui quello del mercante e del padre di Colombina che cerca di costringere la figlia a un matrimonio di convenienza (parte che condivide con Tabarino). Il personaggio raggiunge spesso i suoi obiettivi in virtù della sua mancanza di scrupoli, della retorica astuta e delle buone maniere.
Il costume di Beltrame, simile a quello di un servo del XVI secolo, comprendeva una grande tunica, una borsa e un pugnale.
Beltrame è stato per lungo tempo la maschera milanese per antonomasia nella commedia, anche se questo ruolo è stato poi assunto da Meneghino. Viene spesso descritto anche come una variazione di carattere Brighella (maschera associata alla città di Bergamo ma talvolta anche a Milano) o addirittura come il fratello di Brighella.